# Irfan Bachdim
Irfan Bachdim (* 11. srpen 1988) je indonéský fotbalista.

## Reprezentační kariéra
Irfan Bachdim odehrál za indonéský národní tým v letech 2010–2014 celkem 26 reprezentačních utkání a vstřelil v nich 7 gólů.

## Statistiky
| Indonésie | Indonésie | Indonésie |
| Roky      | Záp.      | Góly      |
| --------- | --------- | --------- |
| 2010      | 8         | 2         |
| 2011      | 4         | 0         |
| 2012      | 9         | 4         |
| 2013      | 2         | 0         |
| 2014      | 3         | 1         |
| Celkem    | 26        | 7         |